# Ель-Бусте
Ель-Бусте (ісп. El Buste) — муніципалітет в Іспанії, у складі автономної спільноти Арагон, у провінції Сарагоса. Населення — 88 осіб (2010).
Муніципалітет розташований на відстані близько 240 км на північний схід від Мадрида, 65 км на північний захід від Сарагоси.

## Демографія
Динаміка населення (INE ):